# Ecos do Brasil
Ecos do Brasil é uma coletânea de nove ensaios escritos por estudiosos universitários portugueses e brasileiros a respeito da recepção da obra literária e jornalística de Eça de Queirós pela literatura, pela cultura e pela crítica brasileira assim como pela literatura portuguesa nos séculos XIX e XX. Com isso, possibilita a reflexão sobre aspectos relativos à circulação literária e cultural entre Brasil e Portugal. Além disso, há os estudos a respeito da obra jornalística eciana e da construção da personagem em suas obras. 
A primeira edição publicada, no ano 2000, em comemoração ao centenário de morte do escritor português, contava com os textos de Antonio Candido, Carlos Reis, Elza Miné, Isabel Pires de Lima e Benjamin Abdala Júnior. Esta segunda edição, publicada em 2019, foi revista e ampliada com novos ensaios de José Carlos Siqueira, Marli Fantini, Ana Teresa Peixinho e Maria do Rosário Cunha. Cada um dos nove capítulos do livro é aberto com uma caricatura de Eça de Queiroz, com especial destaque aos desenhos de Manuel Gustavo Bordalo Pinheiro e de seu filho Rafael Bordalo Pinheiro.
O livro é estruturado em duas partes: na primeira parte, os ensaios dos pesquisadores brasileiros e portugueses; na segunda parte, uma antologia, elaborada por Carlos Reis, com dez textos de Eça de Queirós sobre o Brasil, o que nos permite “uma visão sobre a forma como o escritor português referia-se ao país”.
Ao final do livro, há a pequena cronologia “Marcos biográficos do autor”, dividida em três partes:  “Primeiros Anos” descreve brevemente sua vida do nascimento à entrada na faculdade; "Vida estudantil” elenca os momentos marcantes do período acadêmico, no qual foi criado o grupo Cenáculo; “Pelo mundo” destaca o desenvolvimento de sua carreira fora de Portugal.

## Ensaios

### Eça de Queirós, presente e passado
Antonio Candido aponta os impactos do ficcionista português na geração de intelectuais dos anos 1920 e 1930. Entre os intelectuais citados, Candido dá especial atenção a Gilberto Freyre e a Paulo Emilio Sales Gomes. O primeiro por ter incluído Eça de Queirós entre os que contribuíram para a unidade intelectual do país. O segundo, qualificado como “queirosiano fanático”, adotara, na juventude, o pseudônimo de João da Ega, personagem do romance Os Maias e comprava tudo o que se referia ao ídolo. Relata também como foi o seu percurso de aproximação da obra do autor e as suas impressões a respeito dos três romances de sua preferência: O crime do padre Amaro, Os Maias e A ilustre casa de Ramires, os quais releu em vários momentos da sua vida. 

### Leitores brasileiros de Eça de Queirós: algumas reflexões
Carlos Reis analisa a recepção dos livros de Eça no Brasil produzida por críticos e artistas no século XIX, quando as obras do escritor eram publicadas quase que simultaneamente nos dois países. Destaca e avalia algumas linhas de interpretação brasileira, no século XX, a respeito da obra eciana: o olhar biográfico e memorialístico de Viana Moog, a problematização da dimensão ideológica de Djacir Menezes, a agudeza de Álvaro Lins  ao captar na figura de Fradique Mendes um “projeto heteronímico com evidentes incidências ideológicas”; as relações de Eça com o Brasil estudadas por Paulo Cavalcanti e por Arnaldo Faro, cujo levantamento de documentos atesta a existência de uma “militância queirosiana” por sucessivas gerações.

### Eça jornalista no Brasil
Elza Miné discute os gêneros textuais e as condições de produção da obra jornalística de Eça de Queiroz pensada e elaborada para o público leitor brasileiro, publicada mensalmente de julho de 1880 a fevereiro de 1882 na Gazeta de Notícias. Analisa também as imagens do Brasil que o escritor português publicou antes e depois da proclamação da República. Tais imagens teriam sido influenciadas pela visão dos amigos brasileiros que viviam em Paris na mesma época. Ao final deste ensaio, há dois textos que homenageiam o escritor: “Eça de Queirós. O passado. O presente” do amigo Eduardo Prado, publicado quando o escritor português era ainda vivo; e o de Olavo Bilac, “Eça de Queirós”, publicado em 19 de agosto de 1900, na Gazeta de Notícias, por ocasião da morte do romancista português.

### Pontes queirosianas: Angola, Brasil e Portugal
Isabel Pires de Lima discute, na primeira parte do ensaio, a recriação da personagem Eça de Queirós no romance O outro amor de dr. Paulo, de Gilberto Freyre, e também o modo como as personagens brasileiras do romance percebem a obra do escritor português.  Na segunda parte, analisa a recriação das personagens Capitu e Maria Eduarda, “agora velhas burguesas desencantadas e solitárias”, por Maria Velho da Costa, na peça Madame, encenada no Brasil e em Portugal, agraciada com o Grande Prêmio de Teatro da APE, em 2000. A partir disso, interpreta as relações interculturais geradas na “revisitação de tais textos”. Na terceira parte, examina a recriação de Fradique Mendes por José Eduardo Agualusa no romance Nação Crioula, publicado em Portugal em 1997, o qual é “constituído por uma série de 25 cartas de Fradique Mendes a apenas três interlocutores”.

### Eça de Queirós, o realismo e a circulação literária entre Portugal e Brasil
Benjamin Abdala Junior analisa como as “estratégias discursivas” e o viés social de Eça Queirós são reapropriados por Graciliano Ramos nos romances dos anos 1930 e pelo escritor neorrealista português Carlos de Oliveira, traçando uma continuidade no “recorte do realismo literário que abrange um período de um século”.

### A dimensão ficcional das figuras históricas em textos de imprensa queirosianos: o caso deCartas de Londres
Ana Teresa Peixinho discute a centralidade da categoria narrativa “personagem” para o projeto literário e jornalístico de Eça de Queirós que se caracteriza por realizar “uma caricatura da sociedade burguesa oitocentista”. Posteriormente, analisa e interpreta os procedimentos utilizados pelo escritor para tipificar e caracterizar sociedade inglesa em suas colaborações ao jornal do Porto, A Atualidade, durante o período em que foi cônsul residente em Newcastle, na Inglaterra. Para este periódico, Eça “redige quinze crônicas em forma epistolar, entre abril de 1877 e maio de 1878”, as quais foram reunidas postumamente no volume Cartas de Londres.  

### O último Eça e a centrlidade do ensaio
José Carlos Siqueira coloca em perspectiva o projeto das crônicas de Eça publicadas na Gazeta de Notícias com a finalidade de compreendê-lo e analisar como ele se desdobra nas obras literárias. O autor chama esses textos de ensaios por lhes notar um ""caráter híbrido que articula narração e comentário". Opta por restringir o estudo aos textos que abordam três temas: socialismo, política europeia – em especial, as políticas internas inglesas e francesas – e o imperialismo. 

### Para uma poética da personagem queirosiana
Maria do Rosário Cunha centra a sua análise na personagem Luísa, de O primo Basílio, e realiza uma interpretação crítica sobre a forma similar como Machado de Assis e João Gaspar Simões se referiam à personagem em seus escritos como se o romance expressasse uma falsa ideia de mulher. 

### Recepção crítica de Eça de Queirós por Machado de Assis
Marli Fantini analisa a “dura avaliação estética” realizada por Machado de Assis no artigo “Eça de Queirós: O primo Basílio”, publicada na revista O Cruzeiro, em 16 de abril de 1878. Interpreta também a metaficcionalidade, uma ficção fundada na elaboração de ficções, do romance colocada em cena pelo desenvolvimento da peça Honra e Paixão, de Ernestinho Ledesma, cuja trama é semelhante a do romance, mas com um desfecho diverso.